# Retzbach (Dolní Rakousy)
Retzbach je obec v Rakousku ve spolkové zemi Dolní Rakousy v okrese Hollabrunn.

## Geografie

### Geografická poloha
Retzbach se nachází ve spolkové zemi Dolní Rakousy v regionu Weinviertel. Leží přibližně 25 km severozápadně od okresního města Hollabrunn. Rozloha území obce činí 18,15 km², z nichž 6,3 % je zalesněných.

### Části obce
Území obce Retzbach se skládá ze tří částí (v závorce uveden počet obyvatel k 1. 1. 2015):
- Mitterretzbach (223)
- Oberretzbach (122)
- Unterretzbach (633)

### Sousední obce
- na severu: Hnanice (CZ), Šatov (CZ)
- na východu: Haugsdorf
- na jihu: Pernersdorf, Retz
- na západu: Hardegg

## Politika

### Obecní zastupitelstvo
Obecní zastupitelstvo se skládá z 19 členů. Od komunálních voleb v roce 2015 zastávají následující strany tyto mandáty:
- 14 ÖVP
- 5 SPÖ

### Starosta
Nynějším starostou obce Retzbach je Manfred Nigl ze strany ÖVP.

## Galerie

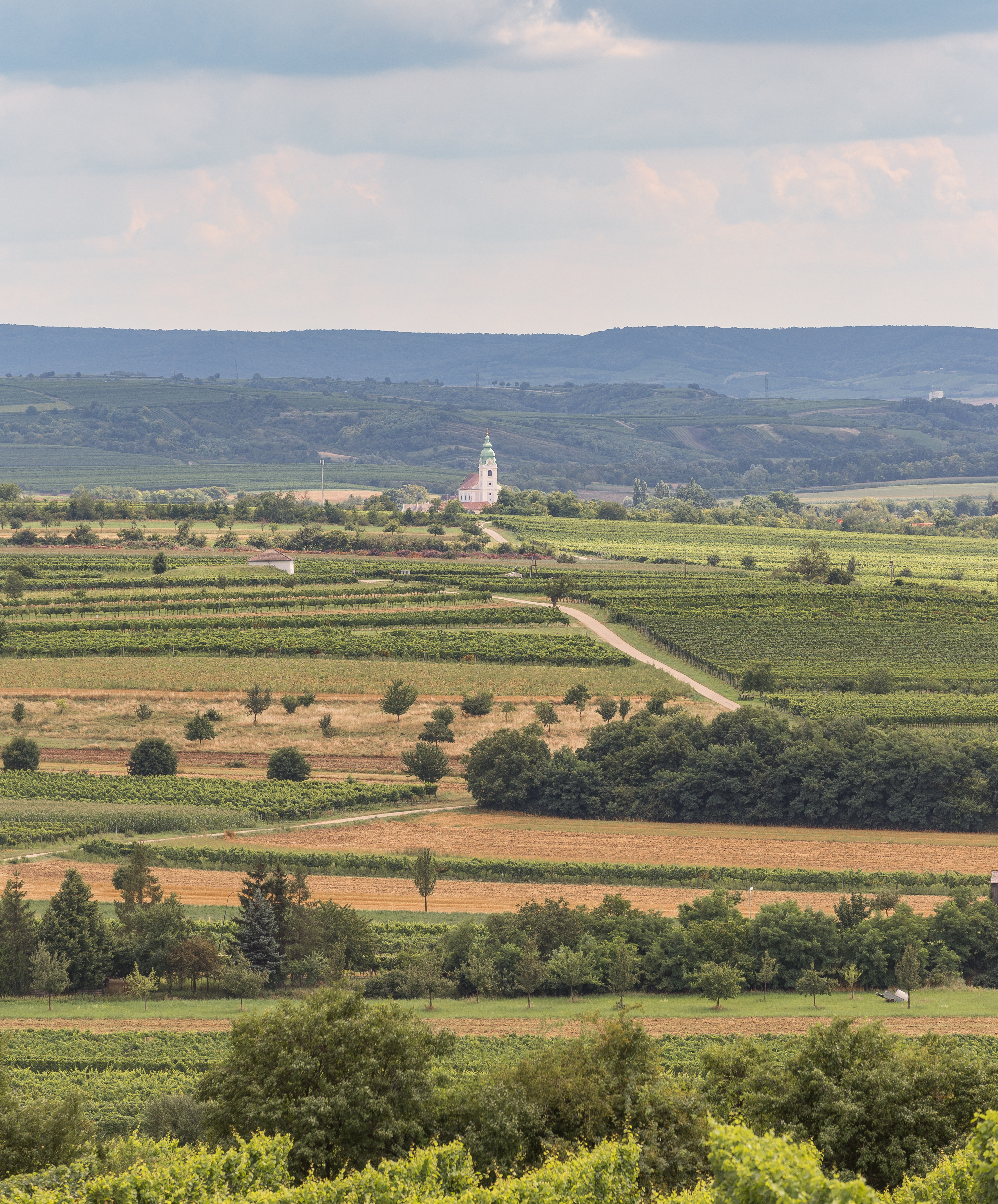
Unterretzbach s okolními vinicemi
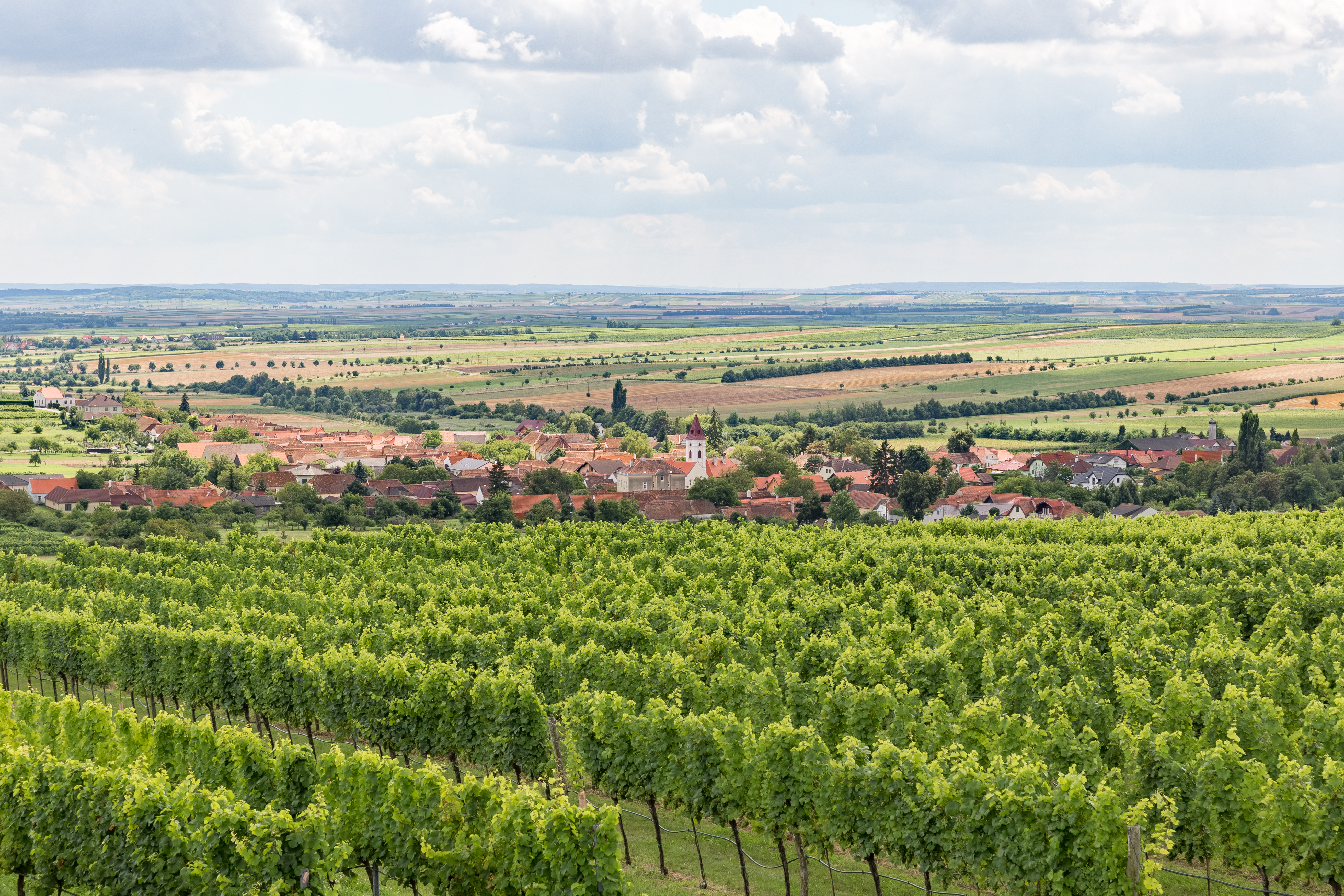
Mitterretzbach
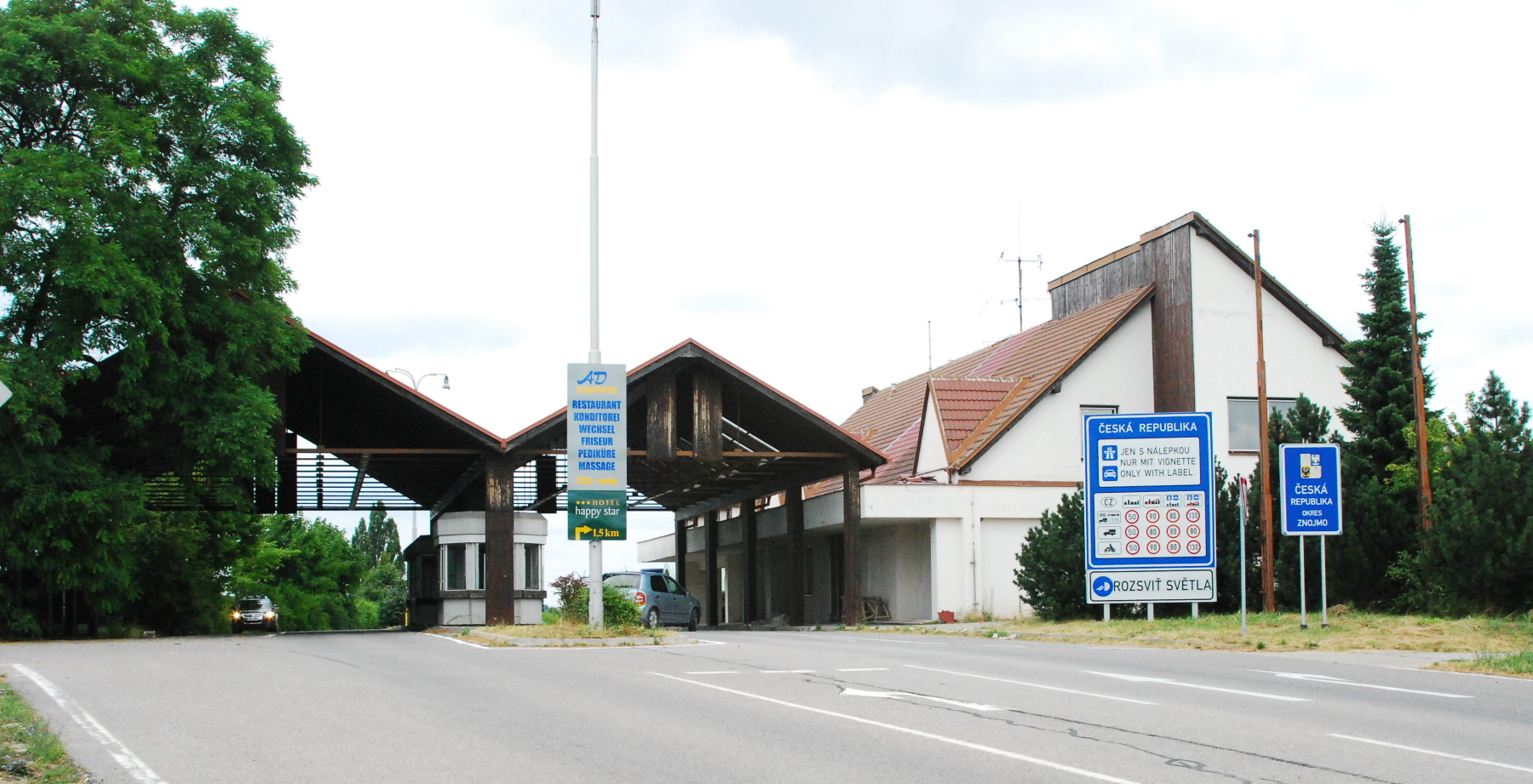
Hraniční přechod Hnanice-Mitterretzbach
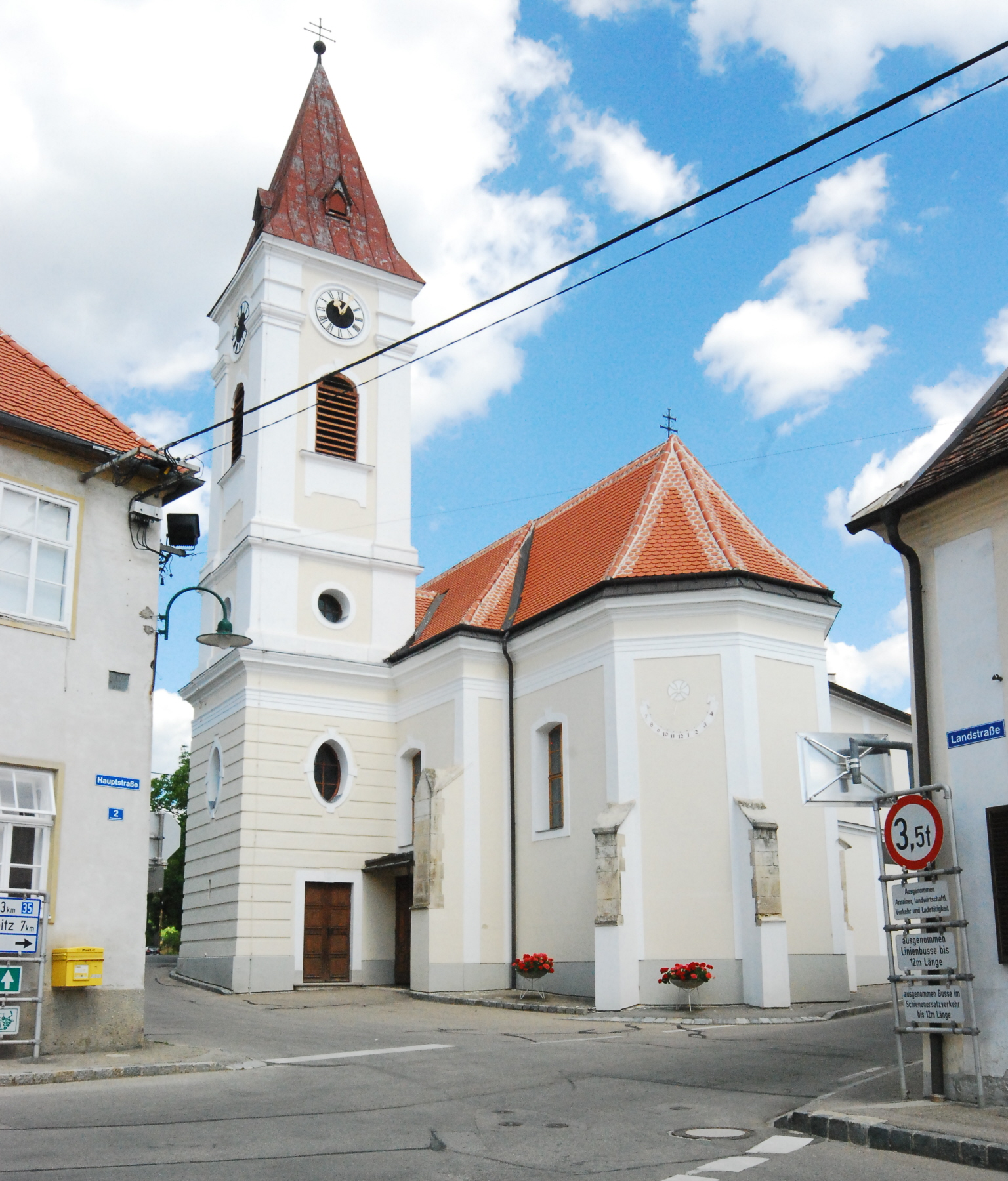
Kostel v Mitterretzbachu
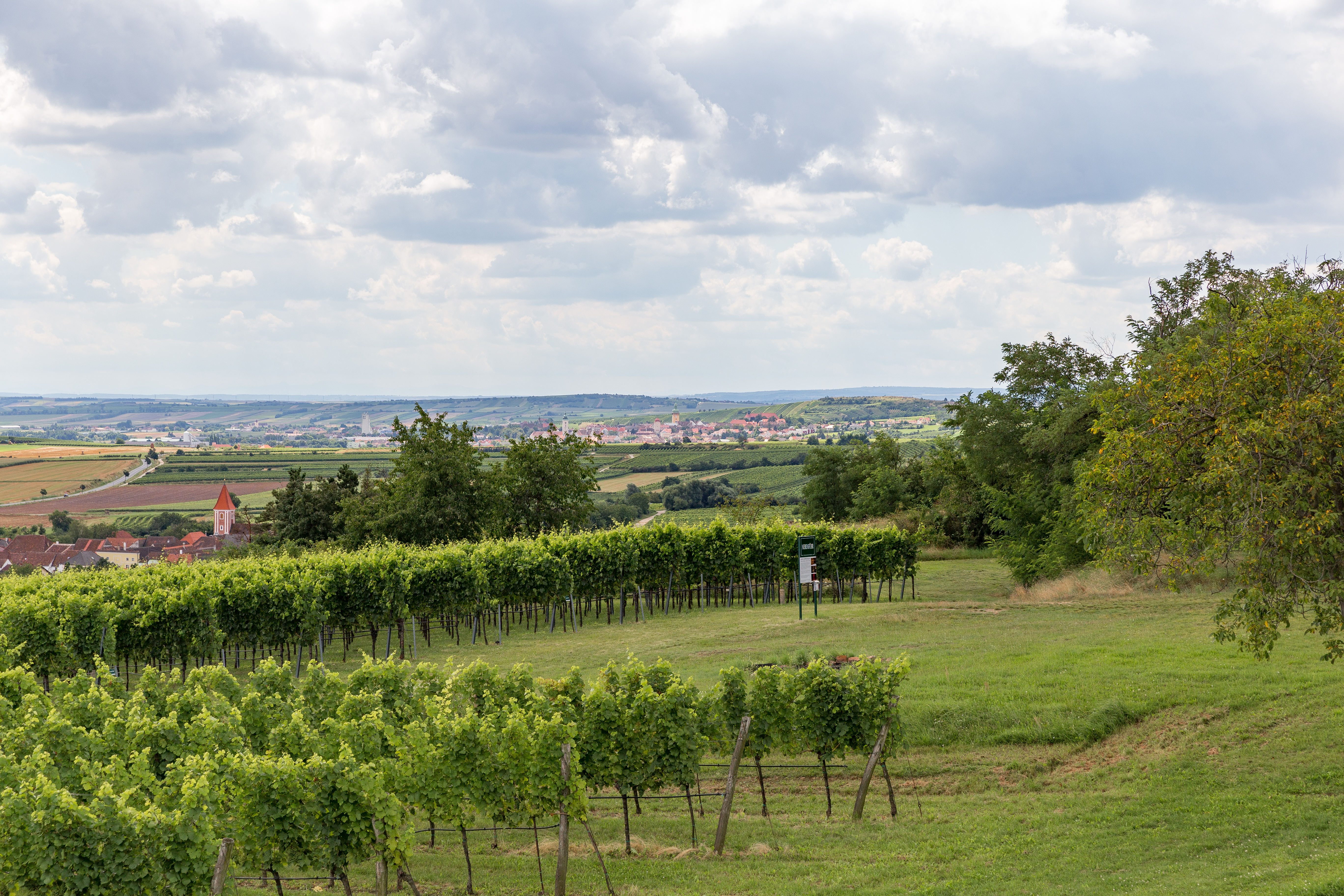
Oberretzbach, v pozadí město Retz
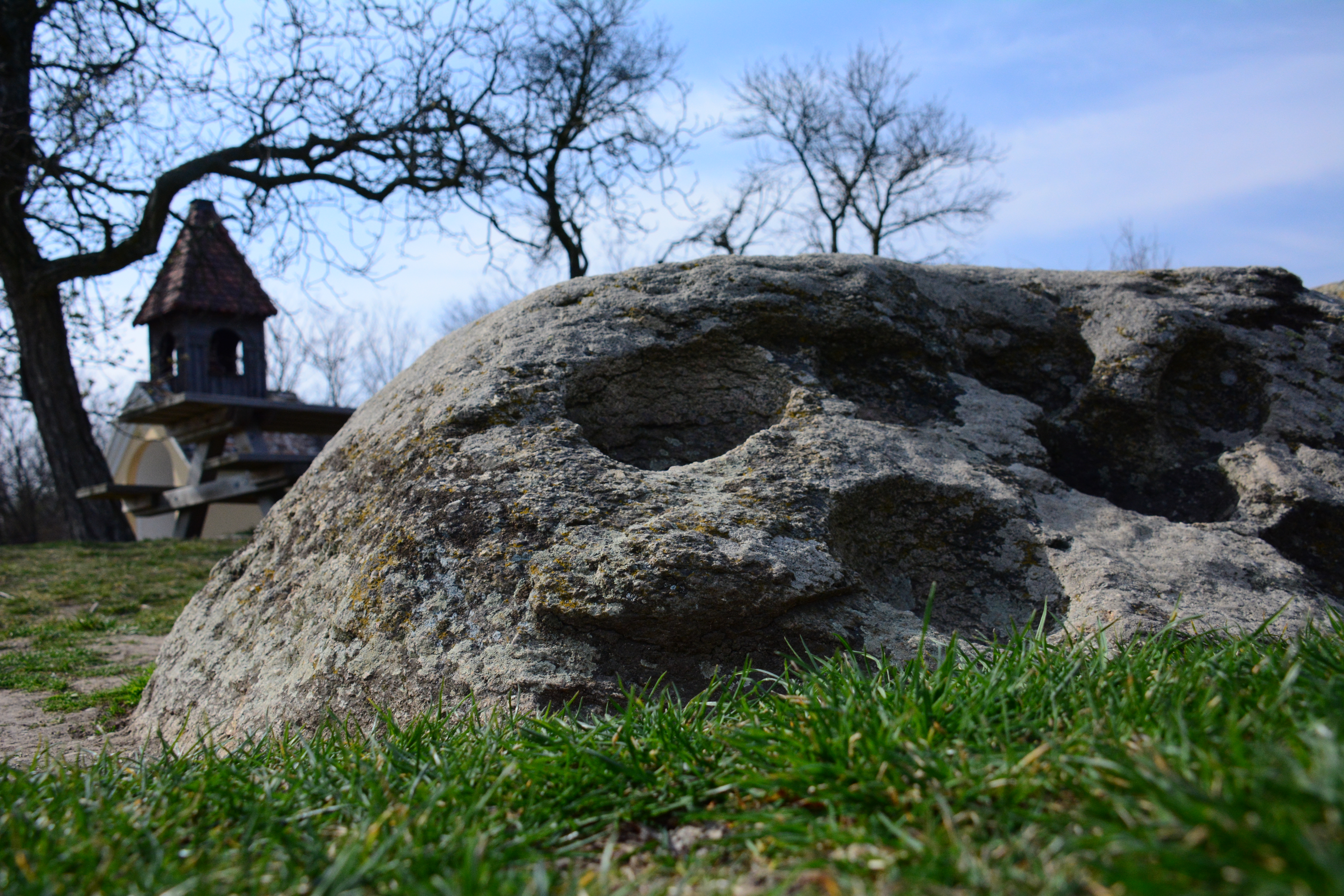
Svatý kámen v Mitterretzbachu